# 東向島
東向島（日语：／ Higashi-mukōjima */?）是東京都墨田區的地名。現行行政地名為東向島一丁目至六丁目。郵遞區號為131-0032。

## 地理
位於墨田區西北部。北鄰墨田，東接八廣及京島，南連押上，西南通向島，西接堤通。町域東邊有水戶街道，西邊有墨堤通。此外町域中央有南北向的東武鐵道鐵路路廊貫通，中央部與南部各有一座鐵路車站。

## 歷史
1965年（昭和40年），寺島町一～二二丁目、五～七丁目大部分區域與隅田町四丁目一部分區域合併成立現行的東向島。

### 地名由來
因位於向島東側而得名。

## 交通

### 鐵路
- 曳舟站 - 車站編號 TS 04
  - ■■東武伊勢崎線（東武晴空塔線）
  - ■東武龜戶線
- 東向島站 - 車站編號 TS 05
  - ■■東武伊勢崎線（東武晴空塔線）

### 巴士
- 路線巴士
  - 都營巴士
- 社區巴士
  - 京成巴士（墨田百景墨丸君、小墨鈴）

### 道路
- 國道6號（水戶街道）
- 東京都道306號王子千住南砂町線（明治通）
- 東京都道461號吾妻橋伊興町線（墨堤通）

## 設施
官公署
- 墨田區役所東向島出張所 （東向島二丁目）
- 向島消防署 （東向島六丁目）
- 向島勞動基準監督署
- 向島保健中心
- 向島稅務署

教育
- 東京都立墨田川高等學校 （東向島三丁目）
- 墨田區立向島中學校 （東向島四丁目）
- 墨田區立第一寺島小學校 （東向島一丁目）
- 墨田區立第二寺島小學校 （東向島四丁目）
- 墨田區立第三寺島小學校 （東向島六丁目）

公園
- 向島百花園 （東向島三丁目）

博物館
- 東武博物館 （東向島四丁目）

## 備註
1. ↑  墨田区世帯人口現況8月分[永久]